# Климкин, Дмитрий Фёдорович
Дмитрий Фёдорович Климкин (1910 год, село Дубёнки — 1968 год) — звеньевой колхоза имени Кирова Майминского района Горно-Алтайской автономной области. Герой Социалистического Труда (1949).

## Биография
Родился в 1910 году в крестьянской семье в селе Дубёнки (на территории современной Мордовии). Трудовую деятельность начал в десятилетнем возрасте, помогая своим родителям в сельском хозяйстве. В 1925 году вместе со семьёй переехал на Алтай. С 1928 года трудился разнорабочим в колхозе «Горный партизан» Майминского аймака. С 1932 по 1935 года проходил срочную службу в Красной Армии на Дальнем Востоке. После армии продолжил трудиться в трудовой артели «Красный партизан» Майминского аймака; был избран её председателем. После окончания курсов счетоводов, трудился счетоводом в колхозе имени Кирова Майминского района.
Участвовал в Советско-финской и Великой Отечественной войнах. Войну закончил в Берлине. После демобилизации возвратился на Горный Алтай, где продолжил трудиться звеньевым полеводческого звена в колхозе имени Кирова Майминского района. Член КПСС.
В 1949 году звено Дмитрия Климкина показала высокие результаты по уборке урожая пшеницы. Указом Президиума Верховного Совета СССР от 20 мая 1949 года «за получение высоких урожаев пшеницы, риса, сахарной свёклы и картофеля в 1948 году» удостоен звания Героя Социалистического Труда с вручением ордена Ленина и золотой медали «Серп и Молот».
Позднее трудился копновозом, лесозаготовителем. Избирался членом народного суда и членом ревизионной комиссии Майминского райного комитета КПСС.
Скончался в 1968 году.
Награды
- Герой Социалистического Труда
- Орден Ленина
- Орден Славы 3 степени (16.05.1945)
- Медаль «За отвагу» — дважды (13.08.1944; 24.10.1944)
- Медаль «За боевые заслуги» (21.02.1945)